# Johann Daniel Mottet

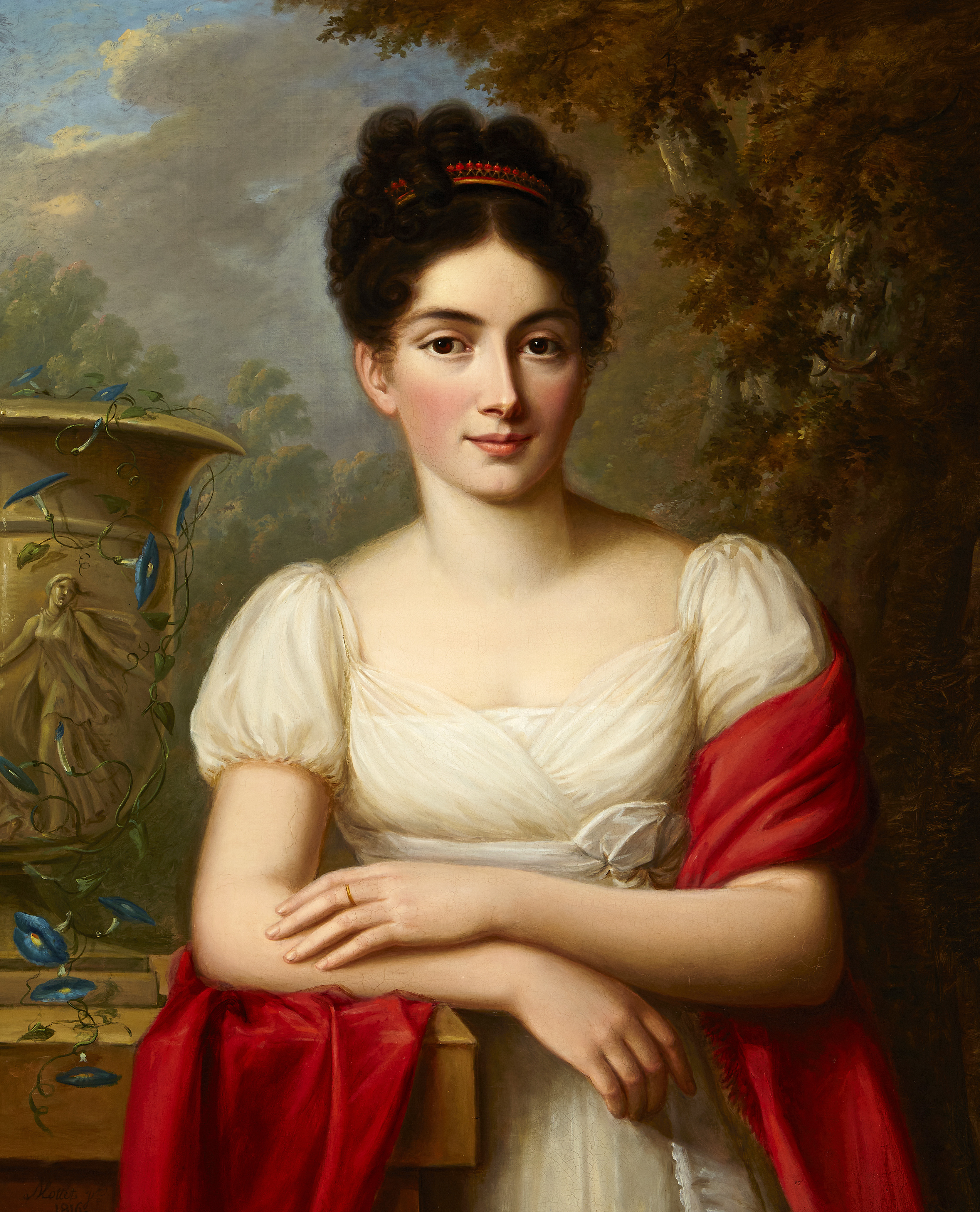
Alette Rosina Sophie von Wattenwyl geb. von Frisching, Porträt von Johann Daniel Mottet (1816)

Johann Daniel Mottet (* 1754 in Murten; † 20. August 1822 in Bern) war ein Schweizer Maler des Klassizismus.

## Leben
Mottet stammte aus der Murtner Ratsherrenfamilie Mottet. Er studierte Theologie und widmete sich ab 1781 der Malerei. Er war ein Schüler von Johann Melchior Wyrsch. Mottet arbeitete in Strassburg und mehreren Schweizer Städten. Für das Jahr 1785 ist ein Aufenthalt in Luzern nachweisbar, 1787 weilte er in Bern, wo er sich 1794 niederliess und bis zu seinem Tod wirkte.

## Werk
Das bisher früheste bekannte Werk ist das 1788 entstandene Bildnis des Malerkollegen Jakob Samuel Maurer (1745–1828). Johann Daniel Mottet malte hauptsächlich Porträts von Angehörigen des bernischen Patriziats, daneben sind in Bern zwei Bildnisse von Personen des europäischen Hochadels entstanden: das Bildnis der Prinzessin Juliane von Sachsen-Coburg-Saalfeld und dasjenige ihres Neffen, dem Prinzen Carl Emich von Leiningen (Halbbruder der Königin Victoria). Johann Daniel Mottet gehörte zu einer Gruppe von Malern, die nach 1800 in Serie verkleinerte Kopien des Schultheissen-Porträts von Niklaus Friedrich von Steiger herstellten. Er signierte Mottet,  JDMottét, JMottét, Mottét oder Motté.
Mottets Werke befinden sich u. a. in der Sammlung des Bernischen Historischen Museums, der Stiftung Schloss Jegenstorf, der Kunstsammlung der britischen Königsfamilie und in Privatbesitz. In der Porträtdokumentation der Burgerbibliothek Bern sind 119 Werke Mottets aus dem Zeitraum 1788 bis 1822 verzeichnet.